# Will You Be There
Will You Be There (subtitel: Theme from Free Willy) is een nummer geschreven en gezongen door de Amerikaanse popster Michael Jackson. Will You Be There is onderdeel van Jacksons album Dangerous en werd in juni 1993 als achtste single van het album uitgegeven. Ondanks de relatief late uitgave van de single werd het nummer een wereldwijd succes, voornamelijk vanwege de verschijning op de soundtrack van de Amerikaanse film Free Willy. In 1994 won Jackson met het nummer een MTV Movie Award in de categorie "Best song from a movie" (Beste nummer uit een film).
Will You Be There werd in de Verenigde Staten de vierde top-10 hit afkomstig van Dangerous en ontving enkele maanden na uitgave gouden status voor de verkoop van 500.000 exemplaren. In 2018 werd dit door de RIAA geüpdatet naar platina voor de verkoop van 1 miljoen fysieke en digitale exemplaren. In Nederland piekte Will You Be There op nummer 3 in de Single Top 100 en Top 40, ook in België behaalde het nummer de derde positie op de Vlaamse Ultratop 50 hitlijst.

## Achtergrond
In de televisiedocumentaire Living with Michael Jackson sprak Jackson over de totstandkoming van Will You Be There. Jackson verklaarde het nummer samen met onder andere Heal the World te hebben geschreven terwijl hij in zijn Giving Tree, een klimboom op Jacksons Neverland Ranch, zat.

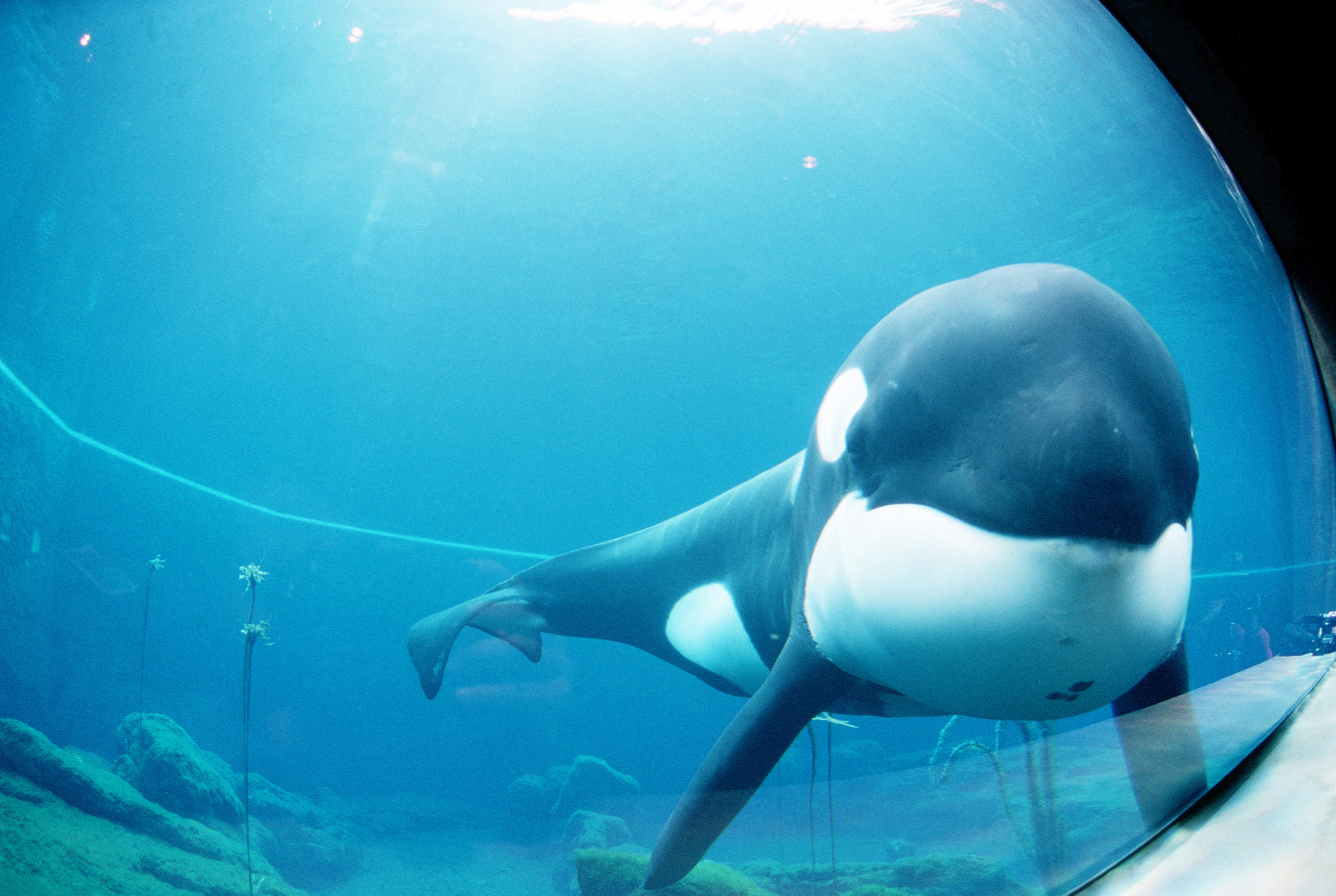
Orka Keiko speelde Willy in de film Free Willy en werd als gevolg internationaal bekend.

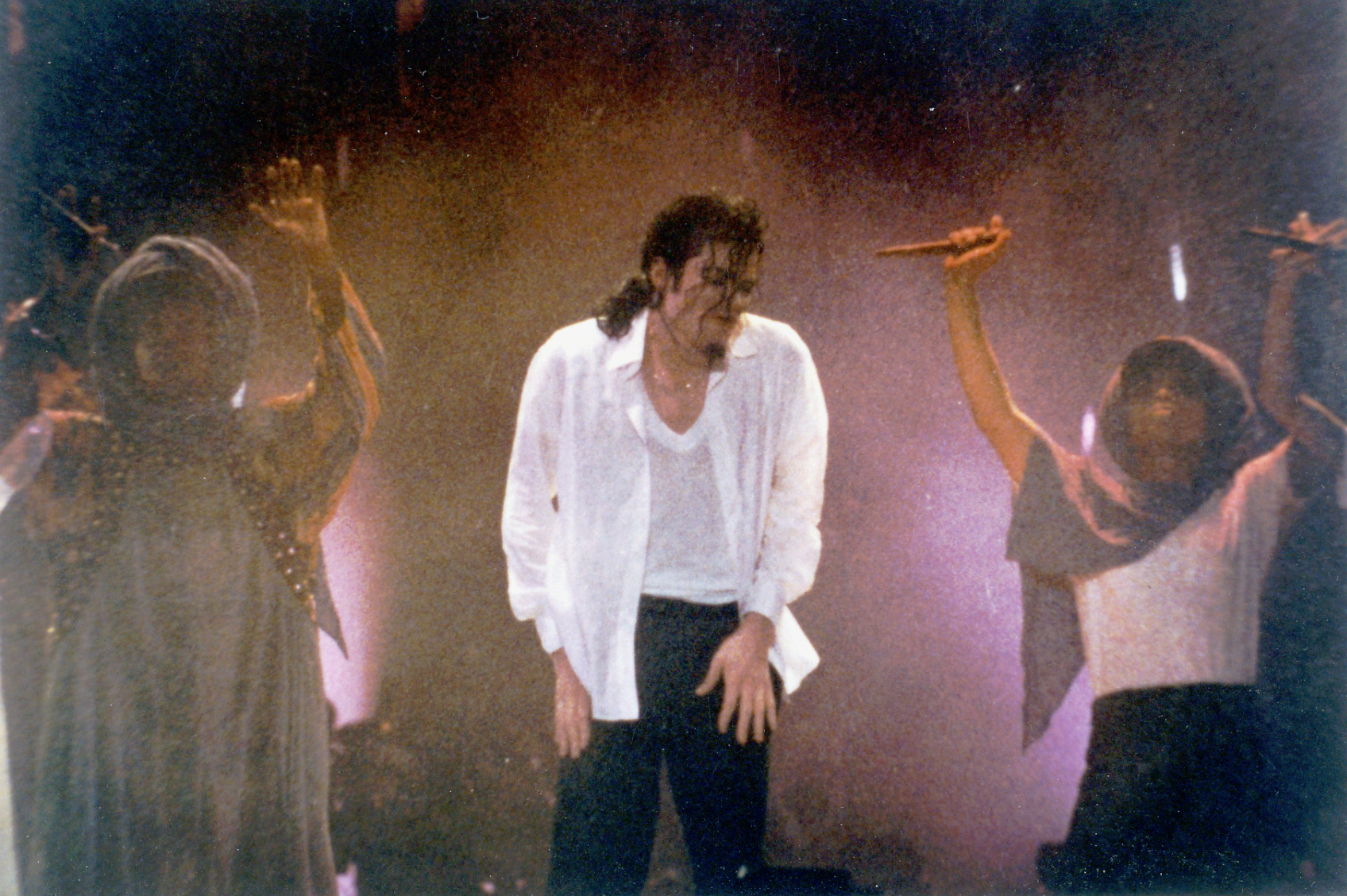
Will You Be There was onderdeel van alle concerten tijdens de Dangerous World Tour.

In een interview met Slash Film vertelde Free Willy-regisseur Simon Wincer over zijn samenwerking met Jackson. Na een positief ontvangen voorvertoning van de film werd besloten om het budget te verhogen. Als gevolg hiervan kreeg Wincer het idee om Jackson te contacteren met de vraag of hij een nummer voor de Free Willy soundtrack zou kunnen maken. Jackson was geïnteresseerd, maar stelde dat hij niet voldoende tijd zou hebben. Om de kwestie op te lossen kwam Jerry L. Greenberg met het idee om Will You Be There voor de film te gebruiken, wat op enthousiasme vanuit beide partijen kon rekenen. Greenberg zorgde er uiteindelijk voor dat de soundtrack van de film door Epic Soundtrax en Jacksons eigen label MJJ Music werd uitgebracht.

## Verschillende versies
De albumversie van het nummer bevat een prelude waarin het Cleveland Orchestra en Cleveland Orchestra Chorus een gedeelte van Beethovens negende symfonie zingen. Het segment komt uit het vierde en laatste deel van de symfonie en is een minder bekend gedeelte van de beroemde "Ode an die Freude". De teksten in dit gedicht zijn geschreven door Friedrich Schiller.
| Duits origineel | Nederlandse vertaling |
| Ihr stürzt nieder, Millionen? Ahnest du den Schöpfer, Welt? Such' ihn über'm Sternenzelt! Über Sternen muss er wohnen. | Neder valt u, miljoenen? Speurt u wel de schepper, wereld? Zoek hem boven 't firmament! Boven de sterren moet hij wonen. |

Twee andere versies van het nummer werden gemaakt voor de Free Willy-soundtrack: Een versie zonder prelude en interlude voor de aftiteling van de film en single versie waar, naar de prelude en interlude, ook de spoken-word outro niet aanwezig is.

## Muziekvideo
Vince Patterson werd door Jackson aangesteld voor het regisseren van een muziekvideo voor Will You Be There. Voor de video nam Jackson het nummer op in de setlist voor zijn Dangerous World Tour en trad hij met het nummer op tijdens 69 concerten in 1992 en 1993. Patterson gebruikte diverse videofragmenten van deze optredens voor de muziekvideo en combineerde dit met scènes uit Free Willy waarin de vriendschap tussen hoofdpersonages Jesse en Willy centraal staat. De muziekvideo werd gebruik om de single uitgave van Will You Be There te promoten, maar verscheen ook op de originele VHS-kopieën van Free Willy.
Een tweede, weer door Patterson geregisseerde, videoclip werd gemaakt voor de DVD-box Dangerous: The Short Films. In deze versie werden de fragmenten van de Dangerous World Tour gecombineerd met delen van Jacksons optreden bij de MTV 10th Anniversary Special.

## Juridische problemen
Will You Be There was twee keer het onderwerp van een rechtszaak. Het Cleveland Orchestra klaagde Jackson aan voor inbreuk op het auteursrecht. Zij beweerde dat Jackson een opname van Beethovens negende symfonie zonder toestemming had gebruikt als intro van het nummer. Het Cleveland Orchestra eiste 7 miljoen dollar van Jackson, maar ging uiteindelijk akkoord met een schikking. Latere drukken van het album bevatten volledige credits voor het Cleveland Orchestra in het albumboekje.
De tweede rechtszaak ging om een beschuldiging van plagiaat door de Italiaanse zanger Albano Carrisi. Carrisi beweerde dat Will You Be There te veel leek op zijn nummer I Cigni di Balaka (“De Zwanen van Balaka”) en gekopieerd was. Na zeven jaar stelde een Italiaanse rechtbank Carrisi in het gelijk omdat Jackson niet aanwezig was bij de rechtszaak. In een vervolgzaak enkele maanden later, oordeelde de rechtbank in het voordeel van Jackson en verwierp de aanklacht. De rechtbank stelde dat hoewel de twee nummers erg op elkaar leken, ze allebei geïnspireerd kunnen zijn door Bless You for Being an Angel, een nummer van The Ink Spots uit 1939.

## Overlijden van Michael Jackson
Michael Jackson stierf op 25 juni 2009 aan een hartstilstand als gevolg van acute propofol vergiftiging. Zijn herdenkingsdienst vond plaats op 7 juli 2009 in het Staples Center in Los Angeles, voorafgegaan door een privéfamiliedienst in de Hall of Liberty van Forest Lawn Memorial Park. Naar verluidt werd het evenement door meer dan een miljard mensen op televisie bekeken. Tijdens de herdenkingsdienst zong Jennifer Hudson Will You Be There als eerbetoon aan Jackson.

## Hitlijsten

### Nederlandse Single Top 100
| Hitnotering: (Week 1 t/m 15) 10-07-1993 t/m 16-10-1993 Hitnotering: (Week 16 t/m 19) 11-07-2009 t/m 01-08-2009 | Hitnotering: (Week 1 t/m 15) 10-07-1993 t/m 16-10-1993 Hitnotering: (Week 16 t/m 19) 11-07-2009 t/m 01-08-2009 | Hitnotering: (Week 1 t/m 15) 10-07-1993 t/m 16-10-1993 Hitnotering: (Week 16 t/m 19) 11-07-2009 t/m 01-08-2009 | Hitnotering: (Week 1 t/m 15) 10-07-1993 t/m 16-10-1993 Hitnotering: (Week 16 t/m 19) 11-07-2009 t/m 01-08-2009 | Hitnotering: (Week 1 t/m 15) 10-07-1993 t/m 16-10-1993 Hitnotering: (Week 16 t/m 19) 11-07-2009 t/m 01-08-2009 | Hitnotering: (Week 1 t/m 15) 10-07-1993 t/m 16-10-1993 Hitnotering: (Week 16 t/m 19) 11-07-2009 t/m 01-08-2009 | Hitnotering: (Week 1 t/m 15) 10-07-1993 t/m 16-10-1993 Hitnotering: (Week 16 t/m 19) 11-07-2009 t/m 01-08-2009 | Hitnotering: (Week 1 t/m 15) 10-07-1993 t/m 16-10-1993 Hitnotering: (Week 16 t/m 19) 11-07-2009 t/m 01-08-2009 | Hitnotering: (Week 1 t/m 15) 10-07-1993 t/m 16-10-1993 Hitnotering: (Week 16 t/m 19) 11-07-2009 t/m 01-08-2009 | Hitnotering: (Week 1 t/m 15) 10-07-1993 t/m 16-10-1993 Hitnotering: (Week 16 t/m 19) 11-07-2009 t/m 01-08-2009 | Hitnotering: (Week 1 t/m 15) 10-07-1993 t/m 16-10-1993 Hitnotering: (Week 16 t/m 19) 11-07-2009 t/m 01-08-2009 | Hitnotering: (Week 1 t/m 15) 10-07-1993 t/m 16-10-1993 Hitnotering: (Week 16 t/m 19) 11-07-2009 t/m 01-08-2009 | Hitnotering: (Week 1 t/m 15) 10-07-1993 t/m 16-10-1993 Hitnotering: (Week 16 t/m 19) 11-07-2009 t/m 01-08-2009 | Hitnotering: (Week 1 t/m 15) 10-07-1993 t/m 16-10-1993 Hitnotering: (Week 16 t/m 19) 11-07-2009 t/m 01-08-2009 | Hitnotering: (Week 1 t/m 15) 10-07-1993 t/m 16-10-1993 Hitnotering: (Week 16 t/m 19) 11-07-2009 t/m 01-08-2009 | Hitnotering: (Week 1 t/m 15) 10-07-1993 t/m 16-10-1993 Hitnotering: (Week 16 t/m 19) 11-07-2009 t/m 01-08-2009 | Hitnotering: (Week 1 t/m 15) 10-07-1993 t/m 16-10-1993 Hitnotering: (Week 16 t/m 19) 11-07-2009 t/m 01-08-2009 | Hitnotering: (Week 1 t/m 15) 10-07-1993 t/m 16-10-1993 Hitnotering: (Week 16 t/m 19) 11-07-2009 t/m 01-08-2009 | Hitnotering: (Week 1 t/m 15) 10-07-1993 t/m 16-10-1993 Hitnotering: (Week 16 t/m 19) 11-07-2009 t/m 01-08-2009 | Hitnotering: (Week 1 t/m 15) 10-07-1993 t/m 16-10-1993 Hitnotering: (Week 16 t/m 19) 11-07-2009 t/m 01-08-2009 | Hitnotering: (Week 1 t/m 15) 10-07-1993 t/m 16-10-1993 Hitnotering: (Week 16 t/m 19) 11-07-2009 t/m 01-08-2009 | Hitnotering: (Week 1 t/m 15) 10-07-1993 t/m 16-10-1993 Hitnotering: (Week 16 t/m 19) 11-07-2009 t/m 01-08-2009 |
| Week: | 1 | 2 | 3 | 4 | 5 | 6 | 7 | 8 | 9 | 10 | 11 | 12 | 13 | 14 | 15 | | 16 | 17 | 18 | 19 | |
| --- | --- | --- | --- | --- | --- | --- | --- | --- | --- | --- | --- | --- | --- | --- | --- | --- | --- | --- | --- | --- | --- |
| Positie: | 38 | 21 | 11 | 9 | 8 | 4 | 3 | 6 | 6 | 8 | 8 | 14 | 24 | 33 | 43 | uit | 25 | 14 | 69 | 95 | uit |

### Nederlandse Top 40
| Hitnotering: (Week 1 t/m 14) 10-07-1993 t/m 09-10-1993 | Hitnotering: (Week 1 t/m 14) 10-07-1993 t/m 09-10-1993 | Hitnotering: (Week 1 t/m 14) 10-07-1993 t/m 09-10-1993 | Hitnotering: (Week 1 t/m 14) 10-07-1993 t/m 09-10-1993 | Hitnotering: (Week 1 t/m 14) 10-07-1993 t/m 09-10-1993 | Hitnotering: (Week 1 t/m 14) 10-07-1993 t/m 09-10-1993 | Hitnotering: (Week 1 t/m 14) 10-07-1993 t/m 09-10-1993 | Hitnotering: (Week 1 t/m 14) 10-07-1993 t/m 09-10-1993 | Hitnotering: (Week 1 t/m 14) 10-07-1993 t/m 09-10-1993 | Hitnotering: (Week 1 t/m 14) 10-07-1993 t/m 09-10-1993 | Hitnotering: (Week 1 t/m 14) 10-07-1993 t/m 09-10-1993 | Hitnotering: (Week 1 t/m 14) 10-07-1993 t/m 09-10-1993 | Hitnotering: (Week 1 t/m 14) 10-07-1993 t/m 09-10-1993 | Hitnotering: (Week 1 t/m 14) 10-07-1993 t/m 09-10-1993 | Hitnotering: (Week 1 t/m 14) 10-07-1993 t/m 09-10-1993 | Hitnotering: (Week 1 t/m 14) 10-07-1993 t/m 09-10-1993 |
| Week:                                                  | 1                                                      | 2                                                      | 3                                                      | 4                                                      | 5                                                      | 6                                                      | 7                                                      | 8                                                      | 9                                                      | 10                                                     | 11                                                     | 12                                                     | 13                                                     | 14                                                     |                                                        |
| ------------------------------------------------------ | ------------------------------------------------------ | ------------------------------------------------------ | ------------------------------------------------------ | ------------------------------------------------------ | ------------------------------------------------------ | ------------------------------------------------------ | ------------------------------------------------------ | ------------------------------------------------------ | ------------------------------------------------------ | ------------------------------------------------------ | ------------------------------------------------------ | ------------------------------------------------------ | ------------------------------------------------------ | ------------------------------------------------------ | ------------------------------------------------------ |
| Positie:                                               | 27                                                     | 17                                                     | 10                                                     | 7                                                      | 5                                                      | 3                                                      | 3                                                      | 4                                                      | 6                                                      | 8                                                      | 11                                                     | 17                                                     | 25                                                     | 40                                                     | uit                                                    |

### Vlaamse Ultratop 50
| Hitnotering: (Week 1 t/m 16) 17-07-1993 t/m 30-10-1993 | Hitnotering: (Week 1 t/m 16) 17-07-1993 t/m 30-10-1993 | Hitnotering: (Week 1 t/m 16) 17-07-1993 t/m 30-10-1993 | Hitnotering: (Week 1 t/m 16) 17-07-1993 t/m 30-10-1993 | Hitnotering: (Week 1 t/m 16) 17-07-1993 t/m 30-10-1993 | Hitnotering: (Week 1 t/m 16) 17-07-1993 t/m 30-10-1993 | Hitnotering: (Week 1 t/m 16) 17-07-1993 t/m 30-10-1993 | Hitnotering: (Week 1 t/m 16) 17-07-1993 t/m 30-10-1993 | Hitnotering: (Week 1 t/m 16) 17-07-1993 t/m 30-10-1993 | Hitnotering: (Week 1 t/m 16) 17-07-1993 t/m 30-10-1993 | Hitnotering: (Week 1 t/m 16) 17-07-1993 t/m 30-10-1993 | Hitnotering: (Week 1 t/m 16) 17-07-1993 t/m 30-10-1993 | Hitnotering: (Week 1 t/m 16) 17-07-1993 t/m 30-10-1993 | Hitnotering: (Week 1 t/m 16) 17-07-1993 t/m 30-10-1993 | Hitnotering: (Week 1 t/m 16) 17-07-1993 t/m 30-10-1993 | Hitnotering: (Week 1 t/m 16) 17-07-1993 t/m 30-10-1993 | Hitnotering: (Week 1 t/m 16) 17-07-1993 t/m 30-10-1993 | Hitnotering: (Week 1 t/m 16) 17-07-1993 t/m 30-10-1993 |
| Week:                                                  | 1                                                      | 2                                                      | 3                                                      | 4                                                      | 5                                                      | 6                                                      | 7                                                      | 8                                                      | 9                                                      | 10                                                     | 11                                                     | 12                                                     | 13                                                     | 14                                                     | 15                                                     | 16                                                     |                                                        |
| ------------------------------------------------------ | ------------------------------------------------------ | ------------------------------------------------------ | ------------------------------------------------------ | ------------------------------------------------------ | ------------------------------------------------------ | ------------------------------------------------------ | ------------------------------------------------------ | ------------------------------------------------------ | ------------------------------------------------------ | ------------------------------------------------------ | ------------------------------------------------------ | ------------------------------------------------------ | ------------------------------------------------------ | ------------------------------------------------------ | ------------------------------------------------------ | ------------------------------------------------------ | ------------------------------------------------------ |
| Positie:                                               | 40                                                     | 26                                                     | 14                                                     | 5                                                      | 3                                                      | 3                                                      | 6                                                      | 5                                                      | 5                                                      | 5                                                      | 6                                                      | 10                                                     | 18                                                     | 26                                                     | 38                                                     | 45                                                     | uit                                                    |

### NederlandseNPO Radio 2 Top 2000
| Nummer met noteringen in de NPO Radio 2 Top 2000 | '09 | '10 | '11  | '12  | '13  | '14  | '15  | '16  | '17  | '18  | '19  | '20  | '21  | '22  | '23  | '24  |
| ------------------------------------------------ | --- | --- | ---- | ---- | ---- | ---- | ---- | ---- | ---- | ---- | ---- | ---- | ---- | ---- | ---- | ---- |
| Will You Be There                                | 584 | -   | 1177 | 1293 | 1200 | 1273 | 1326 | 1621 | 1545 | 1260 | 1701 | 1672 | 1765 | 1839 | 1871 | 1658 |

1. ↑  Een '-' betekent dat het nummer niet was genoteerd en een vetgedrukt getal geeft de hoogste notering aan.
2. ↑  2009 was het eerste jaar met een notering voor dit nummer.